# Urushringa

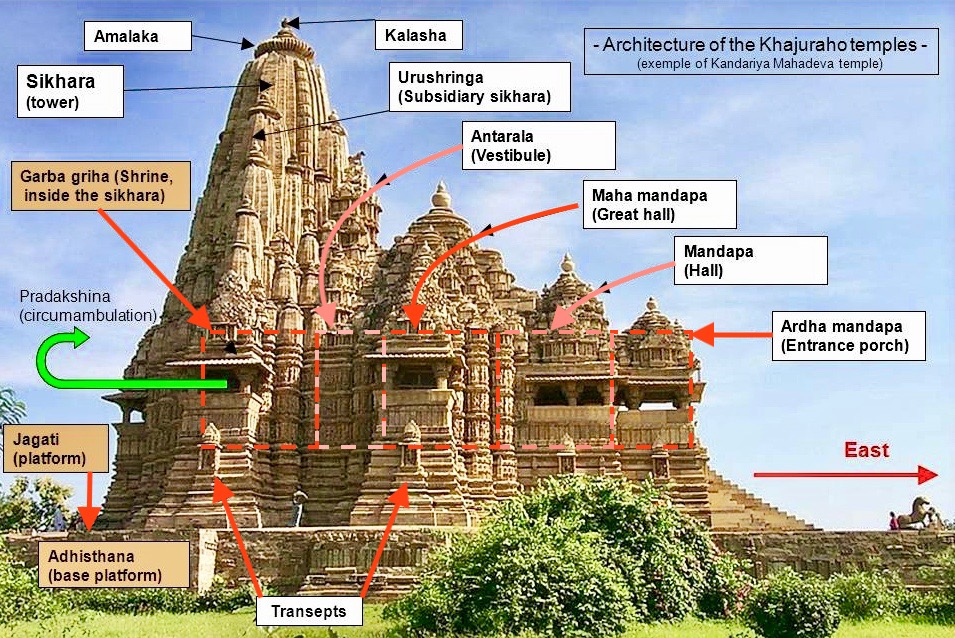
Kandariya-Mahadeva-Tempel in Khajuraho

Urushringas oder Urahshringas sind seitliche kleinere Begleittürmchen eines Shikhara-Turmes. Sie finden sich – wie die Shikhara-Türme auch – ausschließlich in der nordindischen Tempelarchitektur (Nagara-Stil).

## Funktion
Urushringas dienen zum einen der statischen Stabilisierung des Shikhara-Hauptturmes; andererseits bilden sie in der Blütezeit der hinduistischen Tempelarchitektur das Dach des – innerhalb des Tempels befindlichen – Umwandlungsganges (pradakshinapatha), der das Sanktum (garbhagriha) umschließt.

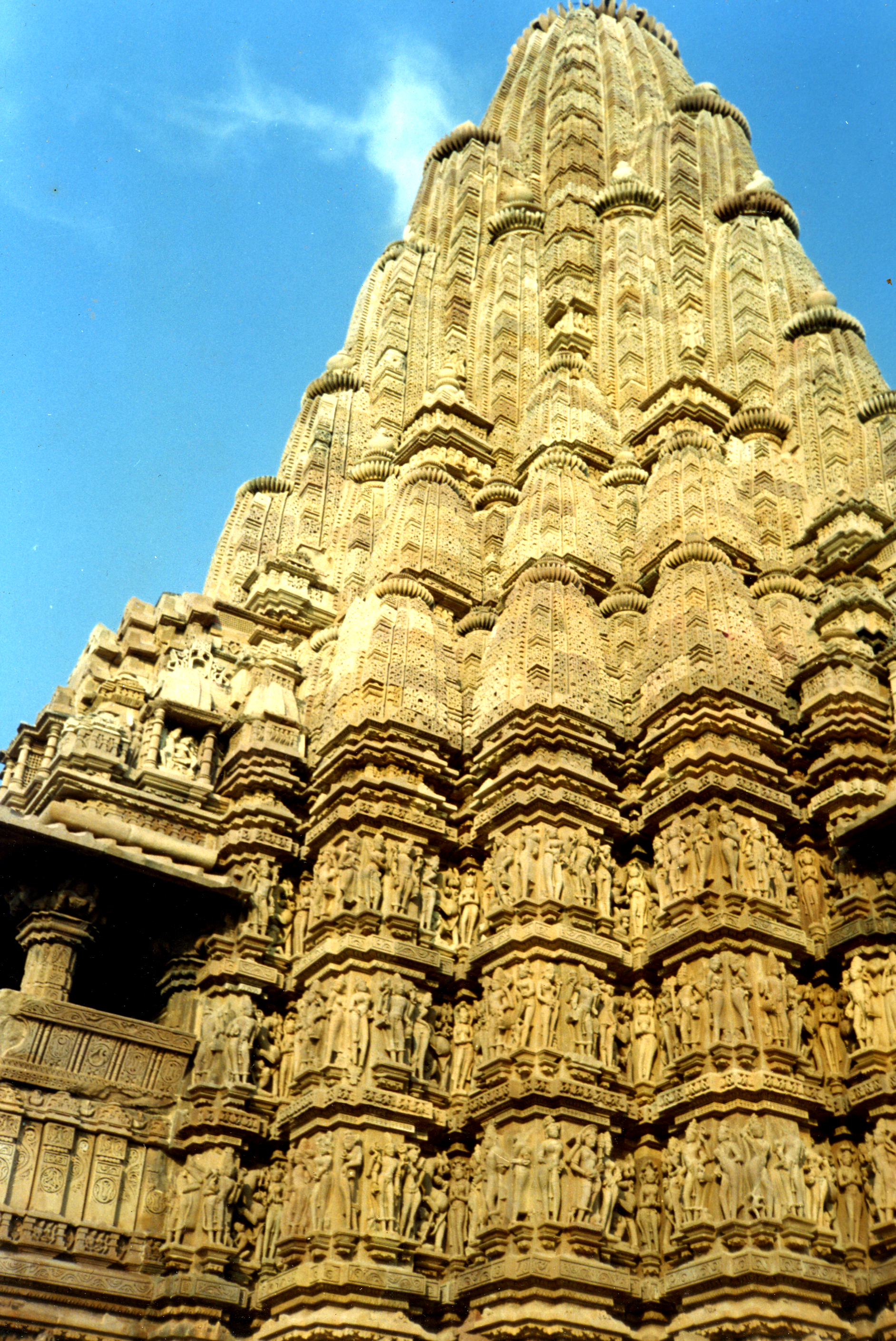
Shikhara-Hauptturm mit begleitenden Urushringas

## Architektur
Urushringas entwickeln sich allmählich aus der zunehmenden Außenwandgliederung (ratha) der Cella (garbhagriha); sie nehmen diese Gliederung auf und setzen sie in der Höhe fort, wo sie meist in Teilsegmente unterteilt sind (vgl. Naresar). Jedes dieser Teilsegmente hatte – ebenso wie der Hauptturm – einen amalaka-Ringstein mit einer aufsitzenden kalasha-Vase als Abschluss. Auf den Vorhallen der Tempel (mandapas) finden sich üblicherweise keine Urushringas, da diese Vorhallen in der Regel mit mehrfach abgestuften Pyramidendächern gedeckt waren (z. B. Lakshmana-Tempel in Khajuraho). Bei einigen Tempeln der Blütezeit der hinduistischen Architektur sind jedoch auch deren Dächer durch Begleittürmchen gegliedert (z. B. Kandariya-Mahadeva-Tempel in Khajuraho).

## Symbolik
Eine symbolische Bedeutung der Urushringas ist nur schwer fassbar. Die Vervielfachung der glück- und segenverheißenden amalakas und kalashas ist dagegen leicht deutbar.